# Haselbach (Thyra)
Der Haselbach, mitunter auch nur Hasel, ist ein gut 11,5 km langer, linker Zufluss der Thyra in der Gemeinde Südharz, im Landkreis Mansfeld-Südharz in Sachsen-Anhalt in Deutschland.

## Verlauf
Der Haselbach entspringt östlich von Schwenda im Südharz. Er fließt überwiegend in südliche Richtung. Nach gut 10,5 km erreicht er Uftrungen und durchfließt den Ort von Norden nach Süden. Nachdem er die Gemarkung durchflossen hat, mündet er in die Thyra.

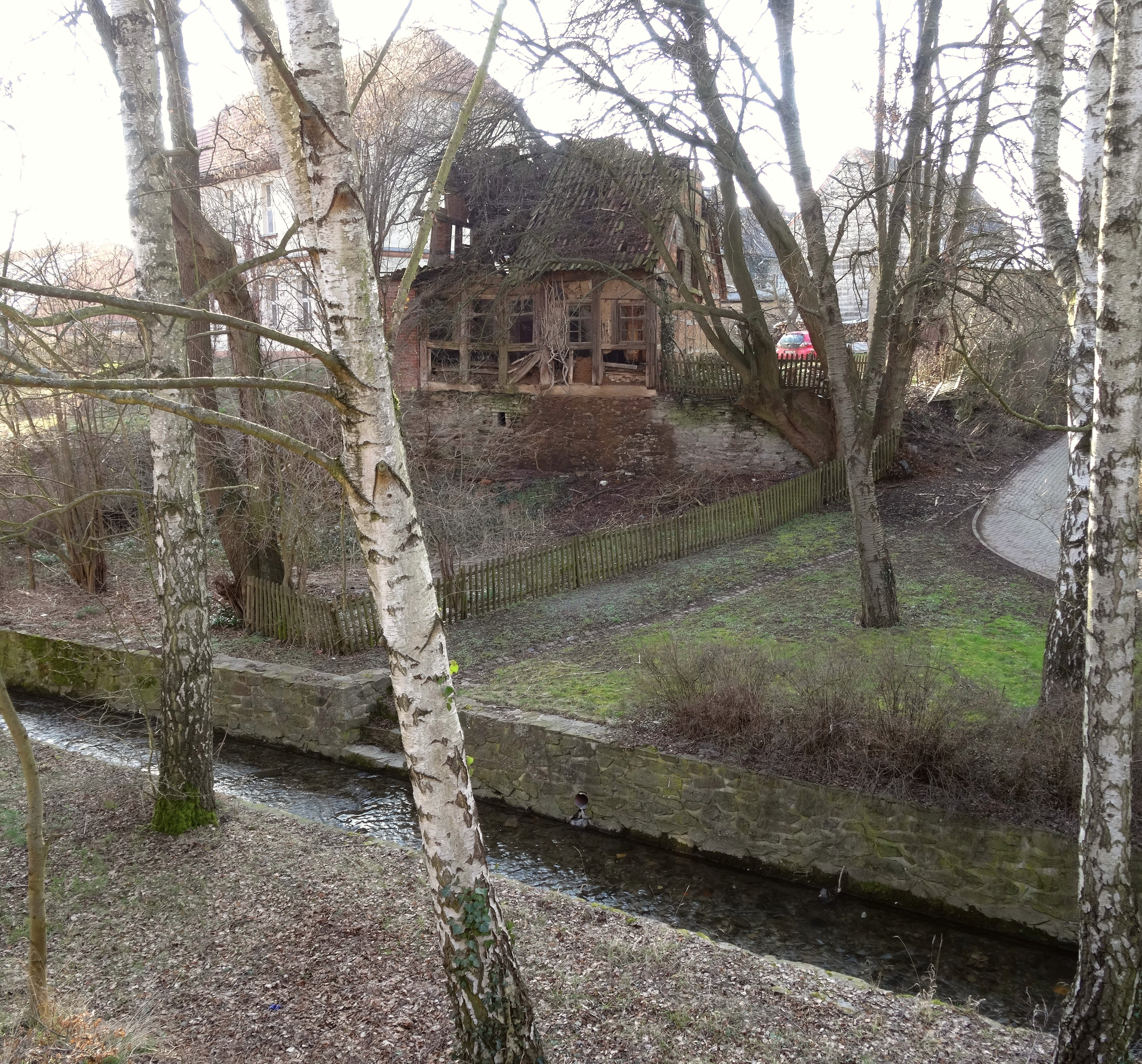
Die Hasel in Uftrungen